# Vrieseeae
Vrieseeae je tribus biljaka iz porodice tamjanikovki (Bromeliaceae) smještena u potporodicu Tillandsioideae.. Sastoji se od 2 podtribusa sa 12 rodova, uglavnom iz tropske Amerike.

## Rodovi
1. Vrieseeae Beer
  1. Cipuropsidinae W.Till & Barfuss
    1. Cipuropsis Ule
    2. Goudaea W.Till & Barfuss
    3. Jagrantia Barfuss & W.Till
    4. Josemania W.Till & Barfuss
    5. Lutheria Barfuss & W.Till
    6. Mezobromelia L.B.Sm.
    7. Werauhia J.R.Grant
    8. Zizkaea W.Till & Barfuss

  2. Vrieseinae W.Till & Barfuss
    1. Alcantarea (E.Morren ex Mez) Harms.
    2. Stigmatodon Leme, G.K.Br. & Barfuss
    3. Vriesea Lindl.
    4. Waltillia Leme, Barfuss & Halbritter